# Hibbertia graniticola
Hibbertia graniticola är en tvåhjärtbladig växtart som beskrevs av Judith Roderick Wheeler. Hibbertia graniticola ingår i släktet Hibbertia och familjen Dilleniaceae. Inga underarter finns listade i Catalogue of Life.